# Urząd Marszałkowski Województwa Mazowieckiego w Warszawie

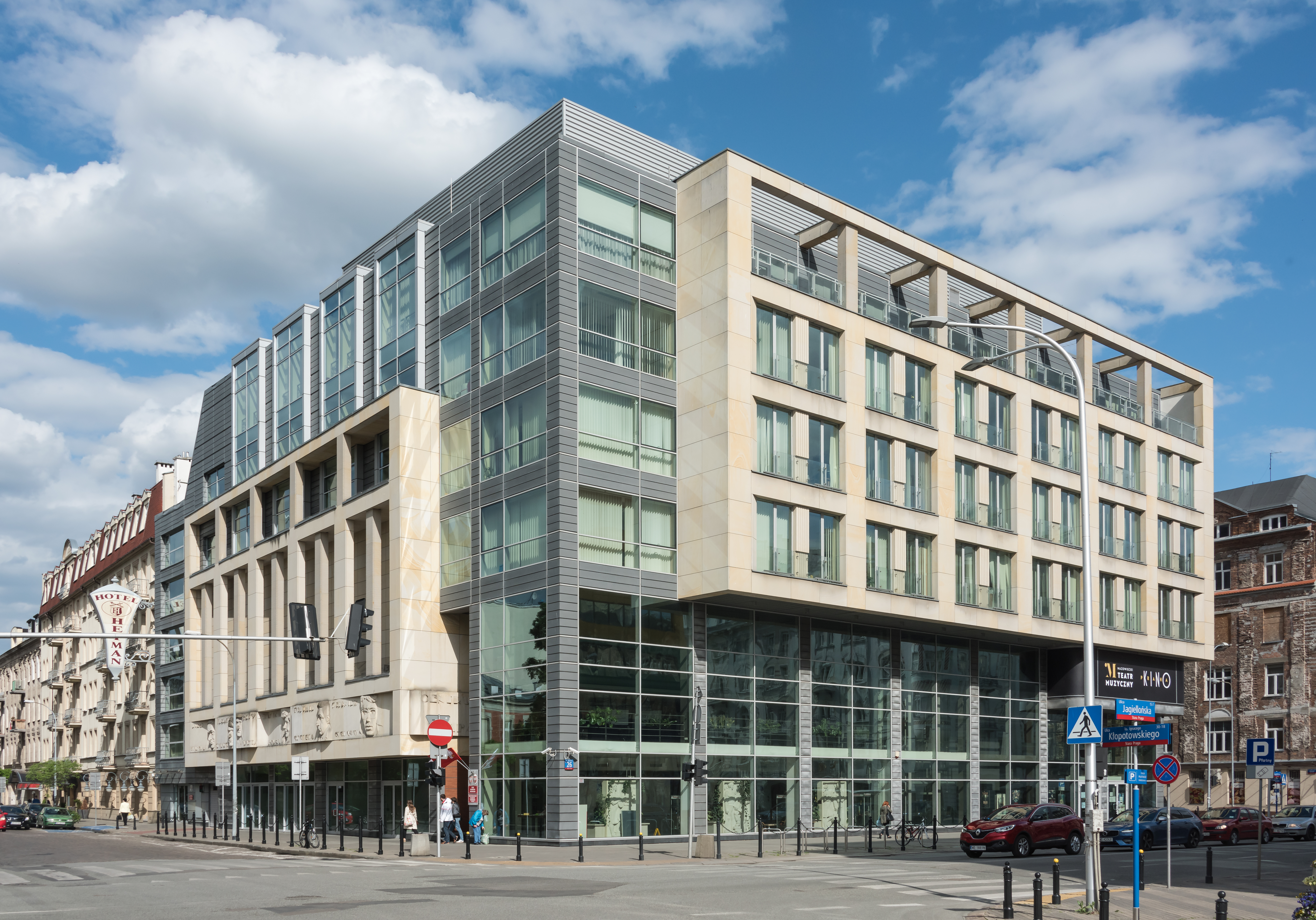
Główna siedziba Urzędu Marszałkowskiego na ul. Jagiellońskiej 26

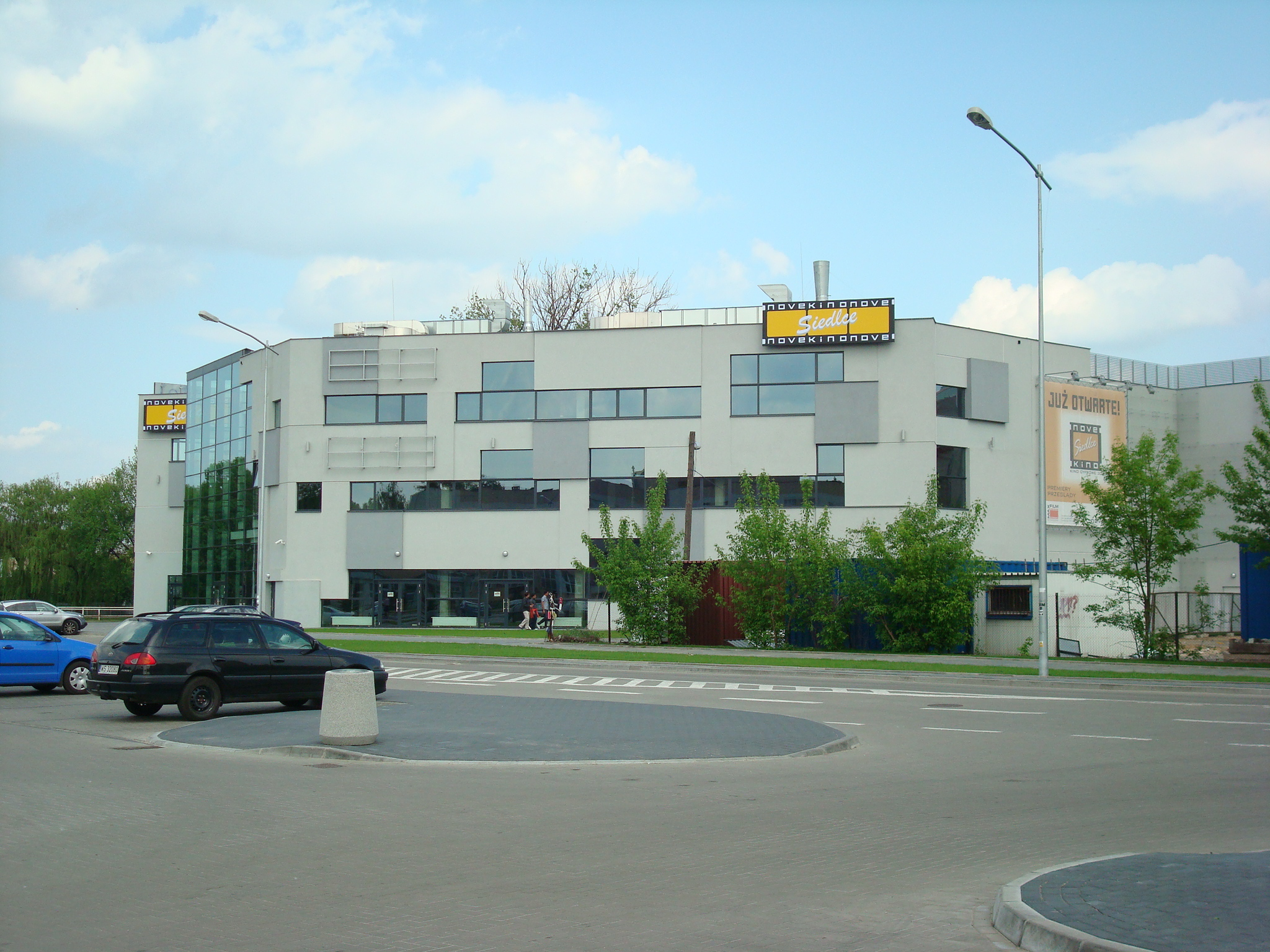
Siedziba delegatury w Siedlcach na ul. Wiszniewskiego 4

Urząd Marszałkowski Województwa Mazowieckiego w Warszawie – wojewódzka samorządowa jednostka organizacyjna działająca w formie jednostki budżetowej, przy pomocy której zarząd i marszałek województwa wykonują swoje zadania i kompetencje niezastrzeżone na rzecz sejmiku i wojewódzkich samorządowych jednostek organizacyjnych. Został utworzony 1 stycznia 1999 r. na podstawie art. 27 ustawy z dnia 13 października 1998 r. - Przepisy wprowadzające ustawy reformujące administrację publiczną (Dz.U. z 1998 r. nr 133, poz. 872, ze zm.). Główną siedzibą urzędu jest budynek Nowego Kina Praha przy ul. Jagiellońskiej 26 w Warszawie. 
Sposób funkcjonowania urzędu marszałkowskiego opisany jest w uchwalanym przez zarząd województwa mazowieckiego regulaminie organizacyjnym, który określa zasady realizacji zadań, kierowania urzędem, jego strukturę organizacyjną, zakresy działania departamentów oraz tryb załatwiania spraw w urzędzie.

## Siedziba Urzędu
Urząd Marszałkowski Województwa Mazowieckiego w Warszawie, oprócz swojej oficjalnej (głównej i reprezentacyjnej) siedziby posiada biura w innych lokalizacjach w Warszawie: 
- ul. Skoczylasa 4
- ul. Kłopotowskiego 5
- ul. Kłopotowskiego 22
- ul. Brechta 3
- al. Solidarności 61
- ul. Kijowska 10/12A
- ul. Okrzei 35.

Ponadto w Ciechanowie, Ostrołęce, Płocku, Radomiu, Siedlcach, Żyrardowie, Piasecznie i Wołominie znajdują się delegatury urzędu.

## Struktura Urzędu
Urzędem kieruje marszałek województwa przy pomocy sekretarza województwa – dyrektora urzędu marszałkowskiego. Merytoryczny nadzór nad realizacją zadań przypisanych poszczególnym departamentom i kancelariom sprawuje właściwy członek zarządu zgodnie z określonym podziałem kompetencji. Natomiast za sprawne funkcjonowanie służb finansowo-księgowych oraz prawidłowe wykonywanie planu finansowego urzędu odpowiada skarbnik województwa.

### Wykaz departamentów i kancelarii Urzędu[3]
- Kancelaria Marszałka
- Kancelaria Sejmiku
- Departament Organizacji
- Departament Budżetu i Finansów
- Departament Zdrowia i Polityki Społecznej
- Departament Rolnictwa i Rozwoju Obszarów Wiejskich
- Departament Polityki Ekologicznej, Geologii i Łowiectwa
- Departament Opłat Środowiskowych
- Departament Kultury, Promocji i Turystyki
- Departament Edukacji Publicznej i Sportu
- Departament Nieruchomości i Infrastruktury
- Departament Nadzoru Właścicielskiego i Inwestycji
- Departament Rozwoju Regionalnego i Funduszy Europejskich
- Departament Kontroli
- Departament Cyfryzacji, Geodezji i Kartografii
- Departament Gospodarki Odpadami, Emisji i Pozwoleń Zintegrowanych